# Ghana Independence Act
Ghana Independence Act är en brittisk parlamentsakt som innebar Guldkustens självständighet inom samväldet under namnet Ghana. Akten fick kunglig sanktion den 7 februari 1957 och Ghana bildades den 6 mars 1957.